# Théâtre municipal Enrique Buenaventura
Le théâtre municipal Enrique Buenaventura, anciennement appelé théâtre municipal de Cali, est inauguré à Cali (Colombie) le 30 novembre 1927.
Ce bâtiment est déclaré monument national via la résolution 1585 du 5 août 2002.